# Campsea Ashe
Campsea Ashe ou Campsey Ash est un village et une paroisse civile du Suffolk, en Angleterre. Il est situé à environ 8 km au nord-est de la ville de Woodbridge. Administrativement, il dépend du district de East Suffolk. Au recensement de 2011, il comptait 375 habitants.
À partir de la fin du XIIe siècle, le village abrite un prieuré de nonnes augustines jusqu'à la Dissolution des monastères en 1536. L'église paroissiale, monument classé de grade II*, remonte au XIVe siècle.

## Étymologie
Le toponyme Campsea ou Campsey est composé des éléments vieil-anglais camp, désignant un espace clos, et ēg, désignant une île ou une zone sèche dans un marais. Ash(e) provient quant à lui du vieil anglais æsc, qui désigne le frêne (ash en anglais moderne). Les deux sont attestés pour la première fois sous les formes Campeseia et Esce dans le Domesday Book, compilé en 1086, où ils désignent deux localités distinctes.